# 야고 (텔레노벨라)
《야고》(스페인어: Yago)은 2016년 방영된 멕시코의 텔레노벨라이다. 알렉상드르 뒤마의 소설 《몬테크리스토 백작》을 바탕으로 제작되었다.